# Manuel Guerra Gómez
Manuel Guerra Gómez, (Villamartín de Sotoscueva, 27 de junho de 1931 – Burgos, 25 de agosto de 2021) foi um religioso espanhol, doutor em filologia clássica e teologia patrística.

## Biografia
Foi consultor da Comissão Episcopal de Relações Inter-Religiosas da Conferência Episcopal Espanhola] e membro da Academia Real de Estudantes de Doutorado da Espanha. Foi presidente da faculdade teológica do norte da Espanha. Especialista em antiguidade clássica, história das religiões, seitas e maçonaria, escreveu vários artigos e vários livros. Foi um dos criadores da Rede Ibero-americana de Estudos das Seitas, fundada em 2005.

## Publicações
- Diccionario enciclopédico de las sectas (Madrid, Biblioteca de Autores Cristianos, 2005, 4.ª ed.)
- Historia de las Religiones (2006, 3.ª ed.)
- Antropologías y teología (1976)
- Las sectas y su invasión del mundo hispano: una guía](2003)
- Un misterio de amor. Solteros, ¿por qué? (en los primeros siglos de la Iglesia) (2002)
- El enigma del hombre (1999, 3. ed.ª)
- El sacerdocio femenino (en las religiones greco-romanas y en el cristianismo de los primeros siglos) (1987)
- La traducción de los textos litúrgicos. Algunas consideraciones filológico-teológicas (1990)
- El idioma del Nuevo Testamento (1995, 4.ª ed.)
- Interpretación religiosa del arte rupestre (1984)
- Simbología románica. El cristianismo y otras religiones en el arte románico (1993, 3.ª ed.)
- Jesucristo y nosotros (2002)
- 100 preguntas-clave sobre New Age/Nueva Era (2004)
- La trama masónica (Editorial Styria, 2006).
- 100 preguntas-clave sobre New Age. Un catecismo no elemental, Monte Carmelo, Burgos.